# Jolt (film)
Jolt is een Amerikaanse komische actiefilm uit 2021, geregisseerd door Tanya Wexler. De hoofdrollen worden vertolkt door Kate Beckinsale, Bobby Cannavale, Laverne Cox, Stanley Tucci en Jai Courtney.

## Verhaal
Lindy Lewis, een ex-uitsmijter die lijdt aan een intermitterende uitbarstingsstoornis probeert haar woede onder controle te houden met behulp van een met elektroden gevoerd vest dat ze gebruikt om zichzelf te schokken en weer normaal te worden als ze boos wordt. Nadat de eerste man op wie ze ooit verliefd werd is vermoord, gaat ze tekeer en gaat ze op wraak om de moordenaar te vinden, terwijl de politie haar achtervolgt en haar als hoofdverdachte ziet.

## Rolverdeling
| Acteur          | Personage          |
| --------------- | ------------------ |
| Kate Beckinsale | Lindy Lewis        |
| Bobby Cannavale | Rechercheur Vicars |
| Laverne Cox     | Rechercheur Nevin  |
| Stanley Tucci   | Dr. Ivan Munchin   |
| Jai Courtney    | Justin             |
| David Bradley   | Gareth Fizel       |
| Ori Pfeffer     | Delacroix          |
| Susan Sarandon  | Vrouw zonder naam  |

## Productie
In april 2019 werd Kate Beckinsale aangekondigd als hoofdrolspeelster van de film. In juli 2019 voegden Bobby Cannavale, Laverne Cox, Stanley Tucci en Jai Courtney zich bij de cast van de film. De opnames begonnen in juli 2019. Volgens de aftiteling vonden de opnames plaats in Bulgarije en het Verenigd Koninkrijk.

## Release
De film werd uitgebracht op 23 juli 2021 door Prime Video.

## Ontvangst
De film ontving gemengde recensies van critici. Op Rotten Tomatoes heeft Jolt een waarde van 40% en een gemiddelde score van 4,90/10, gebaseerd op 75 recensies. Op Metacritic heeft de film een gemiddelde score van 48/100, gebaseerd op 16 recensies.